# Cratere Pebas
Pebas  è un cratere sulla superficie di Marte.